# موتور خدارحم (خاش)
موتور خدارحم یک منطقهٔ مسکونی در ایران است که در دهستان گوهرکوه واقع شده‌است.